# Catocala gaudens
Catocala gaudens är en fjärilsart som beskrevs av Otto Staudinger 1901.
Catocala gaudens ingår i släktet Catocala och familjen nattflyn. Inga underarter finns listade i Catalogue of Life.